# Eerste klasse 1925-26 (voetbal België)
Het seizoen 1925/26 van de Belgische Eerste Klasse begon in de zomer van 1925 en eindigde in de lente van 1926. Het was het 26e officieel seizoen van de hoogste Belgische voetbalklasse. De officiële benaming destijds was Division d'Honneur of Eere Afdeeling. De competitie telde net als de voorbije seizoenen 14 clubs. Het was het laatste seizoen waarin de drie laatste clubs rechtstreeks degradeerden.
Beerschot AC haalde met ruime voorsprong zijn derde landstitel op rij binnen, de vierde landstitel in vijf jaar tijd.

## Gepromoveerde teams
Deze teams waren gepromoveerd uit de Tweede Klasse voor de start van het seizoen:
- Tilleur FC (kampioen Eerste Afdeeling A)
- RC Malines (tweede Eerste Afdeeling A)
- CS Verviétois (kampioen Eerste Afdeeling B)

## Degraderende teams
Deze teams degradeerden naar Tweede Klasse op het eind van het seizoen:
- SC Anderlechtois
- CS Verviétois
- Tilleur FC

## Clubs
Volgende veertien clubs speelden in 1925/26 in Eerste Klasse. De nummers komen overeen met de plaats in de eindrangschikking:
| # kaart | Stam- nummer | Club                        | Plaats              | Stadion                             | # seiz. 1e klasse |
| ------- | ------------ | --------------------------- | ------------------- | ----------------------------------- | ----------------- |
| 1       | 13           | Beerschot AC                | Antwerpen           | Olympisch Stadion                   | 20e               |
| 2       | 16           | R. Standard Club Liège      | Luik                | Sclessin                            | 10e               |
| 3       | 2            | Daring Club de Bruxelles SR | Sint-Jans-Molenbeek | Daringstadion (nr 5 op kaartje)     | 18e               |
| 4       | 10           | Union Royale Saint-Gilloise | Vorst               | Dudenpark (nr 7 op kaartje)         | 20e               |
| 5       | 12           | CS Brugeois                 | Brugge              | Stade CS Brugeois                   | 22e               |
| 6       | 28           | Berchem Sport               | Berchem, Antwerpen  | terrein aan de Grote Steenweg       | 4e                |
| 7       | 1            | R. Antwerp FC               | Deurne, Antwerpen   | Bosuilstadion                       | 25e               |
| 8       | 24           | RC Malines                  | Mechelen            | Antwerpsesteenweg                   | 8e                |
| 9       | 7            | ARA La Gantoise             | Gent                | Jules Ottenstadion                  | 8e                |
| 10      | 3            | RFC Brugeois                | Brugge              | De Klokke                           | 24e               |
| 11      | 11           | RC de Gand                  | Gent                | Emmanuel Hielstadion                | 11e               |
| 12      | 35           | SC Anderlechtois            | Anderlecht          | Stade Émile Versé (nr 6 op kaartje) | 4e                |
| 13      | 8            | CS Verviétois               | Verviers            | ?                                   | 15e               |
| 14      | 21           | Tilleur FC                  | Seraing             | Stade du Pont d'Ougrée              | 1e                |

## Eindstand
|   |    |                             | P  | W  | G | V  | +  | -   | DS  | Ptn |
| - | -- | --------------------------- | -- | -- | - | -- | -- | --- | --- | --- |
| K | 1  | Beerschot AC                | 26 | 18 | 4 | 4  | 80 | 29  | 51  | 40  |
|   | 2  | R. Standard Club Liège      | 26 | 14 | 5 | 7  | 77 | 48  | 29  | 33  |
|   | 3  | Daring Club de Bruxelles SR | 26 | 15 | 2 | 9  | 59 | 33  | 26  | 32  |
|   | 4  | Union Royale Saint-Gilloise | 26 | 15 | 2 | 9  | 56 | 33  | 23  | 32  |
|   | 5  | CS Brugeois                 | 26 | 14 | 3 | 9  | 59 | 28  | 31  | 31  |
|   | 6  | Berchem Sport               | 26 | 11 | 8 | 7  | 68 | 45  | 23  | 30  |
|   | 7  | R. Antwerp FC               | 26 | 11 | 6 | 9  | 49 | 41  | 8   | 28  |
|   | 8  | RC Malines                  | 26 | 12 | 3 | 11 | 65 | 73  | -8  | 27  |
|   | 9  | ARA La Gantoise             | 26 | 10 | 6 | 10 | 52 | 56  | -4  | 26  |
|   | 10 | RFC Brugeois                | 26 | 11 | 3 | 12 | 49 | 52  | -3  | 25  |
|   | 11 | RC de Gand                  | 26 | 9  | 5 | 12 | 62 | 71  | -9  | 23  |
| D | 12 | SC Anderlechtois            | 26 | 8  | 3 | 15 | 39 | 64  | -25 | 19  |
| D | 13 | CS Verviétois               | 26 | 4  | 2 | 20 | 34 | 102 | -68 | 10  |
| D | 14 | Tilleur FC                  | 26 | 3  | 2 | 21 | 29 | 101 | -72 | 8   |

P: wedstrijden gespeeld, W: wedstrijden gewonnen, G: gelijke spelen, V: wedstrijden verloren, +: gescoorde doelpunten, -: doelpunten tegen, DS: doelsaldo, Ptn: totaal punten
K: kampioen, D: degradatie

## Topscorers
| Scorer              | Goals | Team                   | Land   |
| ------------------- | ----- | ---------------------- | ------ |
| Laurent Grimmonprez | 28    | RC de Gand             | België |
| Raymond Braine      | 25    | Beerschot AC           | België |
| Ivan Thys           | 23    | Beerschot AC           | België |
| Frans Vanden Ouden  | 21    | Berchem Sport          | België |
| Louis Volckaert     | 20    | RFC Brugeois           | België |
| Joseph Taeymans     | 20    | Berchem Sport          | België |
| Lucien Fabry        | 19    | R. Standard Club Liège | België |
| Jan Diddens         | 19    | RC Malines             | België |
| Guillaume Moussoux  | 18    | RC Malines             | België |
| Ferdinand Adams     | 17    | SC Anderlechtois       | België |

1895/96 · 1896/97 · 1897/98 · 1898/99 · 1899/00 · 1900/01 · 1901/02 · 1902/03 · 1903/04 · 1904/05 · 1905/06 · 1906/07 · 1907/08 · 1908/09 · 1909/10 · 1910/11 · 1911/12 · 1912/13 · 1913/14 · 1914/15 · 1915/16 · 1916/17 · 1917/18 · 1918/19 · 
1919/20 · 1920/21 · 1921/22 · 1922/23 · 1923/24 · 1924/25 · 1925/26 · 1926/27 · 1927/28 · 1928/29 · 1929/30 · 1930/31 · 1931/32 · 1932/33 · 1933/34 · 1934/35 · 1935/36 · 1936/37 · 1937/38 · 1938/39 · 1939/40 · 1940/41 · 1941/42 · 1942/43 · 1943/44 · 1944/45 · 1945/46 · 1946/47 · 1947/48 · 1948/49 · 1949/50 · 1950/51 · 1951/52 · 1952/53 · 1953/54 · 1954/55 · 1955/56 · 1956/57 · 1957/58 · 1958/59 · 1959/60 · 1960/61 · 1961/62 · 1962/63 · 1963/64 · 1964/65 · 1965/66 · 1966/67 · 1967/68 · 1968/69 · 1969/70 · 1970/71 · 1971/72 · 1972/73 · 1973/74 · 1974/75 · 1975/76 · 1976/77 · 1977/78 · 1978/79 · 1979/80 · 1980/81 · 1981/82 · 1982/83 · 1983/84 · 1984/85 · 1985/86 · 1986/87 · 1987/88 · 1988/89 · 1989/90 · 1990/91 · 1991/92 · 1992/93 · 1993/94 · 1994/95 · 1995/96 · 1996/97 · 1997/98 · 1998/99 · 1999/00 · 2000/01 · 2001/02 · 2002/03 · 2003/04 · 2004/05 · 2005/06 · 2006/07 · 2007/08 · 2008/09 · 2009/10 · 2010/11 · 2011/12 · 2012/13 · 2013/14 · 2014/15 · 2015/16 · 2016/17 · 2017/18 · 2018/19 · 2019/20 · 2020/21· 2021/22 · 2022/23 · 2023/24 · 2024/25